# Яхтенная гавань Эносима
Яхтенная гавань Эносима (яп.  江の島ヨットハーバー Enoshima yotto hābā, нем. Yachthafen Enoshima) — одна из крупнейших яхтенных гаваней на востоке Японии, расположенная в городе Фудзисаве, префектура Канагава на острове Эносима. Комплекс был построен к началу Олимпийских 1964 года.

## Обзор
Строительство объекта началось в 1961 году. К началу Олимпийских игр яхтенная гавань представлял собой причал для яхт на площади 3300 кв. метров мелиорированной земли, трехэтажный укрепленный клуб и стоянку, на которой можно припарковать около 500 автомобилей.
Церемония открытия состоялась 18 августа 1964 года.

## Спортивные мероприятия
- Парусный спорт на летних Олимпийских играх 1964
- Парусный спорт на летних Олимпийских играх 2020